# Баторский, Михаил Александрович
Михаил Александрович Баторский (25 января 1890 года — 8 февраля 1938 года) — офицер Русской императорской армии, русский и советский военачальник, военный педагог, теоретик и практик военно-кавалерийского дела, комкор.

## Биография
Родился в Санкт-Петербурге. В 1909 году окончил Пажеский корпус. Поручик (6 августа 1913) лейб-гвардейского Кирасирского Её Величества полка. Окончил 2 класса Николаевской военной академии (1914). Участник Первой мировой войны. В 1915 причислен к генеральному штабу. С 20 апреля 1915 по 19 марта 1916 старший адъютант штаба 23-го армейского корпуса. Затем исполнял должности помощника старшего адъютанта общего отделения генерал-квартирмейстера штаба 5-й армии, а с 17 апреля того же года — старшего адъютанта штаба гвардейского кавалерийского корпуса. Капитан (19 июля 1914). В 1917: с 12 марта — штаб-офицер для поручений при штабе гвардейского корпуса, с 26 августа — помощник старшего адъютанта оперативного отделения генерал-квартирмейстера штаба Особой армии, с 7 ноября — старший адъютант оперативного отделения генерал-квартирмейстера штаба Особой армии. На последней должности с 25 января 1918 — помощник начальника отделения ГУГШ. Последний чин — полковник (по другим данным — подполковник).

## ВРККА
В начале 1918 года вернулся с фронта в Петроград. Согласно показаниям ряда фигурантов дела «Весна», на протяжении первой половины 1918 года был членом Белого подполья в Петрограде.
Осенью 1918 года вступил в РККА. С 15 сентября по 15 октября 1918 года состоял для поручений при начальнике Северного участка отрядов завесы В. М. Гиттисе, а затем при командующем Северным фронтом РККА Д. П. Парском. В годы Гражданской войны был на штабной работе в действующей армии: с 15 октября 1918 — начальник оперативного отдела штаба 7-й армии, с 25 декабря 1918 — начальник штаба 1-й пограничной дивизии, с 21 августа по 5 сентября 1919 начальник штаба 53-й пограничной дивизии, с 5 сентября 1919 — начальник штаба 16-й армии, которой командовал Н. В. Соллогуб. В военных действиях РККА с армиями Белого движения участия не принимал.
С 8 октября 1920 — помощник начальника, затем начальник штаба Западного фронта. В этот период служил под командованием М. Н. Тухачевского. Участник решающей фазы Советско-польской войны.
Награжден орденом Орденом Красного Знамени. Из приказа Реввоенсовета Республики № 343 от 12 декабря 1921 г.:

«Награждается орденом Красного Знамени тов. Баторский Михаил Александрович… за то, что, будучи начальником штаба 16-й армии, умело разработал план подготовки и выполнения предстоящей операции форсирования р. Березины и дальнейшего наступательного движения армии, которое увенчалось полнейшим успехом. Во время наступления 16-й армии по пути к Варшаве Баторский, фактически являясь непосредственным помощником командующего армией, блестяще справился с тяжелой и ответственной работой организации и упорядочения тыла и связи, невзирая на отсутствие дорог и тяжелые условия их исправления. Параллельно с этим Баторский полностью нес бремя оперативной работы, разрабатывая для армейского командования свои, всегда отвечавшие обстановке, соображения и проекты и затем самоотверженно проводя их в жизнь.
В трудный период отхода 16 армии от стен Варшавы и за Буг (август — сентябрь 1920 г.), вследствие заблаговременно принятых мер и личной энергии Баторского, было достигнуто полное обеспечение взаимной связи, что дало командованию армии возможность организовать защиту Волковыска и Пружан, на линии коих армия дралась в течение месяца, отбиваясь от наседавшего противника».

2 декабря 1921 года М. А. Баторский назначен начальником Высшей кавалерийской школы РККА в Петрограде. С июня 1924 года — помощник начальника Высшей кавалерийской школы РККА. Вместо него начальником Высшей школы был назначен В. М. Примаков. С этого времени примыкает к группировке В. М. Примакова в командовании РККА.
9 октября 1924 года Приказом РВС СССР № 1265 Высшая кавалерийская школа переименована в Кавалерийские курсы усовершенствования командного состава (ККУКС) РККА. В начале 1925 года М. А. Баторский занял пост начальника Кавалерийских курсовв усовершенствования командного состава, сменив В. М. Примакова. Г. К. Жуков по этому поводу писал:

Через некоторое время В. М. Примаков получил назначение на Украину, на должность командира казачьего корпуса, а вместо него был назначен М. А. Баторский, известный теоретик конного дела.

В 1925 году Курсы были переведены в Новочеркасск. По инициативе М. А. Баторского при ККУКСе была создана иппофизиологическая лаборатория. В 1920-х годах вышло несколько работ М. А. Баторского по выездке лошадей. Так, в 1923 году военно-научное общество Высшей кавалерийской школы РККА издает пособие М. А. Баторского «Мысли о методике езды и выездки». В 1925 году в Москве выходит ещё одна его работа «Служба конницы».
Высшую кавалерийскую школу и Курсы окончили десятки будущих видных полководцев и командиров Великой Отечественной войны. Среди них был и Г. К. Жуков. О тех событиях он писал:

Летом 1925 года мы были заняты главным образом полевой тактической подготовкой, которая проходила под непосредственным руководством начальника курсов Михаила Александровича Баторского. Очень много знаний и опыта передал он нам.
Приходится с болью в душе сожалеть, что и его не миновала тяжелая судьба. В 1937 году он был оклеветан и трагически погиб.

С 1925 по 1929 год М. А. Баторский — на штабных и командных должностях в кавалерии РККА. С 1925 по 1928 год — начальник штаба 1-й кавалерийского корпуса Червонного казачества. С января 1928 по октябрь 1929 года — командир только что созданного в Ростове-на-Дону 4-го кавалерийского корпуса.
В 1929 году окончил Курсы усовершенствования высшего начсостава при Военной академии имени М. В. Фрунзе. В октябре 1929 года вернулся на должность начальника ККУКС РККА, которую занимал по июнь 1936 год.
20 ноября 1935 года М. А. Баторскому присвоено звание комкор.
В июне 1936 года снят с занимаемой должности начальника ККУКС РККА. Его сменил комбриг В. И. Микулин. С июня 1936 года — помощник начальника Кафедры тактики высших соединений Академии Генерального штаба РККА (по вопросам конницы). Жил в Москве, в Большом Трубецком переулке в доме № 16 (ныне переулок Хользунова).

## Арест и смерть
Арестован 17 июля 1937. Имя Баторского значится в подписанном Сталиным, Ворошиловым, Молотовым и Кагановичем списке «Москва-центр» от 3 февраля 1938 лиц, предназначенных к осуждению ВКВС по 1-й категории (ВМН). Осуждён ВКВС СССР 7 февраля 1938 по обвинению в шпионаже к ВМН. Расстрелян на следующий день. Похоронен на Коммунарке. Реабилитирован 24 августа 1957 года.

## Семья
Жена — Мария Алексеевна Баторская (1894 г.р.) была арестована в марте 1938 года и в мае 1938 года приговорена к восьми годам лагерей «за недоносительство».

## Воинские чины и звания
- Корнет — 06.08.1909
- Поручик — 06.08.1913
- Штабс-ротмистр — 10.09.1910
- Капитан — 19.07.1914
- Подполковник — 1917
- Комкор — 20.11.1935[12]

## Награды
- Орден Красного Знамени (1921)
- Орден Св. Анны 4-й степени с надписью «За храбрость» (6.10.1914)
- Орден Св. Владимира 4-й степени с мечами и бантом (15.03.1915)
- Орден Св. Станислава 3-й степени с мечами и бантом (6.12.1916)